# Triglochin
- Commons
- Wikispecies

Triglochin L. é um género botânico pertencente à família Juncaginaceae.

## Sinonímia
- Juncago Ség.

## Espécies
- Triglochin concinna
- Triglochin gaspensis
- Triglochin maritimum
- Triglochin palustris
- Lista completa

## Classificação do gênero
| Sistema | Classificação                    | Referência               |
| ------- | -------------------------------- | ------------------------ |
| Linné   | Classe Hexandria, ordem Trigynia | Species plantarum (1753) |